# John Franklin
El contraalmirall Sir John Franklin KCH FRGS RN (Spilsby, Lincolnshire, Anglaterra, 15 d'abril de 1786 - prop de l'illa del Rei Guillem, 11 de juny de 1847) va ser un capità de la Royal Navy i explorador de l'Àrtida anglès. Ell, i tots els membres de la seva expedició, van morir a l'àrtic canadenc mentre pretenien trobar el Pas del Nord-oest. El destí del que els va passar als membres d'aquesta expedició va ser un misteri sense resoldre fins 12 anys després de la seva desaparició.

## Biografia

### Primers anys

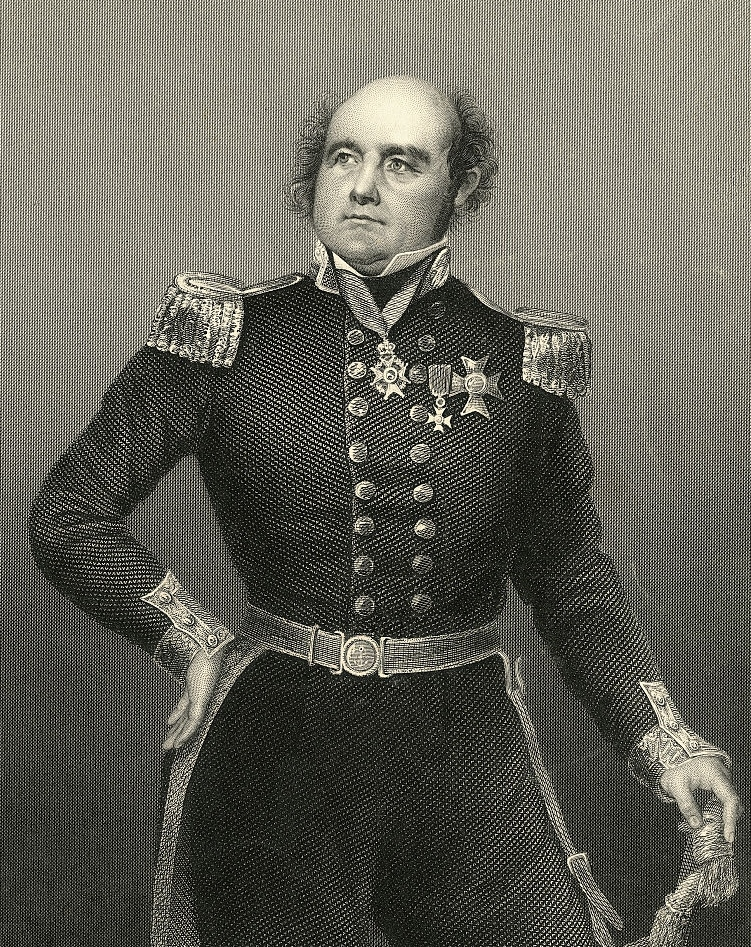
Retrat de John Franklin.

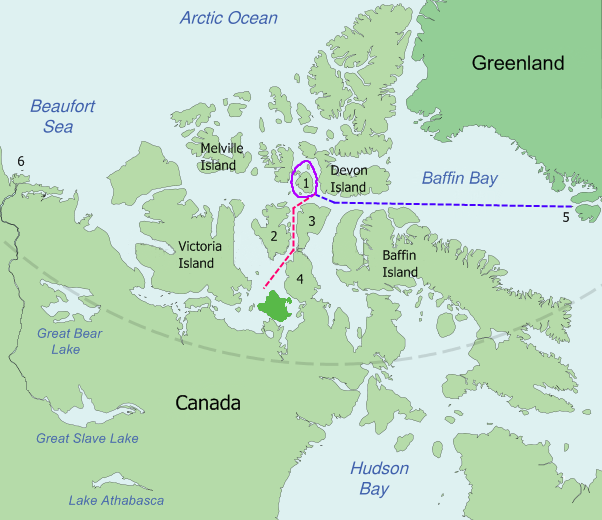
Mapa de les probables rutes seguides pels vaixells HMS Erebus i HMS Terror en l'expedició de Franklin.
La Badia de Disko (5) a l'illa de Beechey, el 1845.
Al voltant de l'Illa Cornwallis (1), el 1845.
Des de l'illa de Beechey descendeixen per l'estret de Peel, entre l'illa del Príncep de Gal·les (2) i l'illa Somerset (3) i la península de Boothia (4), fins apropar-se a l'illa del Rei Guillem el 1846.
La badia de Disko (5) es troba a 3.200 kilòmetres de la desembocadura del riu Mackenzie (6).

John Franklin va néixer el 1786 a Spilsby, Lincolnshire. Era un dels 12 fills d'una família que havia prosperat gràcies al comerç i una de les seves germanes va ser mare d'Emily Tennyson, muller del poeta Alfred Tennyson.
Malgrat l'oposició inicial del seu pare, Franklin estava decidit a fer carrera marina. Finalment, el seu pare va cedir i li va permetre que fes un viatge de prova en un vaixell mercant. Aquest viatge enfortiria la intenció inicial del jove Franklin, que amb 14 anys va aconseguir el consentiment del seu pare per allistar-se a la Royal Navy, formant part de la tripulació del HMS Polyphemus. Franklin participaria el 1801 en la Primera Batalla de Copenhaguen. A continuació va participar al costat del seu oncle, el capità Matthew Flinders, en una expedició que va explorar la costa d'Austràlia a bord del vaixell HMS Investigator. En tornar va prendre part en les Guerres Napoleòniques, lluitant el 1805 a la batalla de Trafalgar a bord del HMS Bellerophon. El 1815 participa en la batalla de Nova Orleans.
Va acompanyar al capità de Dance en la nau Earl Camden, de la Companyia Britànica de les Índies Orientals, en la batalla de Pulo Aura a la boca de l'estret de Malaca el 14 de febrer de 1804.

### 1819. Primera expedició de Franklin
El 1818, sota el lideratge de David Buchan a la Dorothea, va rebre el comandament de la Trent. Ambdós es dirigiren cap a Spitsbergen, però per culpa de la gruixuda capa de gel es van haver de fer enrere sis mesos després.
Franklin va ser escollit per dirigir una expedició terrestre des de la Badia de Hudson fins a la desembocadura del riu Coppermine, per tal de cartografiar la costa nord del Canadà. Entre 1819 i 1822 va perdre 11 dels 20 homes del seu grup. La majoria va morir de fam, però hi va haver almenys un assassinat i es va sospitar d'algun cas de canibalisme. Els supervivents van haver de menjar trossos de greix cremada amb líquens i fins i tot van arribar a menjar-se les seves pròpies botes de cuir. Això va fer que Franklin es guanyés el sobrenom de «l'home que es va menjar les seves botes».

### 1823. Casament i segon viatge a l'Àrtic
El 1823, en tornar a Anglaterra, Franklin es va casar amb la poetessa Eleanor Anne Porden. La seva filla, Eleanor Isabella, va néixer l'any següent. La seva dona moriria de tuberculosi el 1825, poc després d'haver persuadit al seu marit que no s'embarqués en una nova expedició àrtica pel seu delicat estat de salut. Una vegada morta l'expedició es va acabar fent i, millor preparada i amb més subministraments, va recórrer aigües avall el riu Mackenzie per descobrir el Mar de Beaufort.
El 29 d'abril de 1829 el rei Jordi IV del Regne Unit el va nomenar cavaller. El 5 de novembre de 1828 s'havia casat amb Jane Griffin, una amiga de la seva primera esposa i avesada viatgera que es va mostrar indomable durant la seva vida en comú. El 25 de gener de 1836 va ser nomenat Knight Commander de la Royal Guelphic Order pel rei Jordi IV. També fou nomenat Knight of the Greek de l'Orde del Redemptor.

### 1836. Tinent-Governador de la Terra de van Diemen
El 1836 va ser nomenat Tinent-Governador de la Terra de van Diemen, l'actual Tasmània, però va ser destituït del seu càrrec el 1843, en part pels seus intents per reformar la colònia penal allà emplaçada i en part perquè la seva dona, Lady Jane, era massa moderna per l'època i això els va distanciar la correcta societat del moment.

### 1845. En busca del pas del Nord-oest

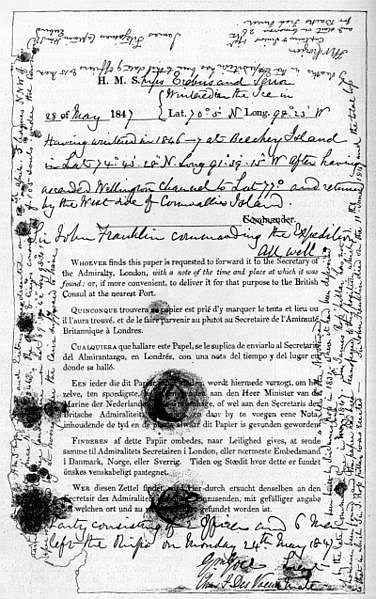
Nota d'auxili trobada a l'Àrtic. S'hi detalla la posició i intencions dels supervivents de l'expedició de Franklin.

Després de la segona expedició a l'Àrtic de Franklin de 1823 sols quedaven per explorar uns 500 km de costa continental. Els britànics van decidir enviar una nova expedició ben equipada per tal de completar la cartografia del Pas del Nord-oest. Després que Sir James Clark Ross declinés una oferta per comandar l'expedició, es va demanar a Franklin que la comandés. El capità James Fitzjames, va rebre el comandament del HMS Erebus. El capità Francis Rawdon Moira Crozier, que havia comandat el HMS Terror durant l'expedició antàrtica de Ross de 1841-1844, va ser nomenat director executiu i comandant de HMS Terror. Franklin va rebre el comandament el 7 de febrer de 1845, i va rebre instruccions oficials el 5 de maig de 1845.

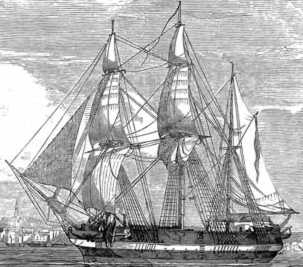
Vaixell HMS Erebus

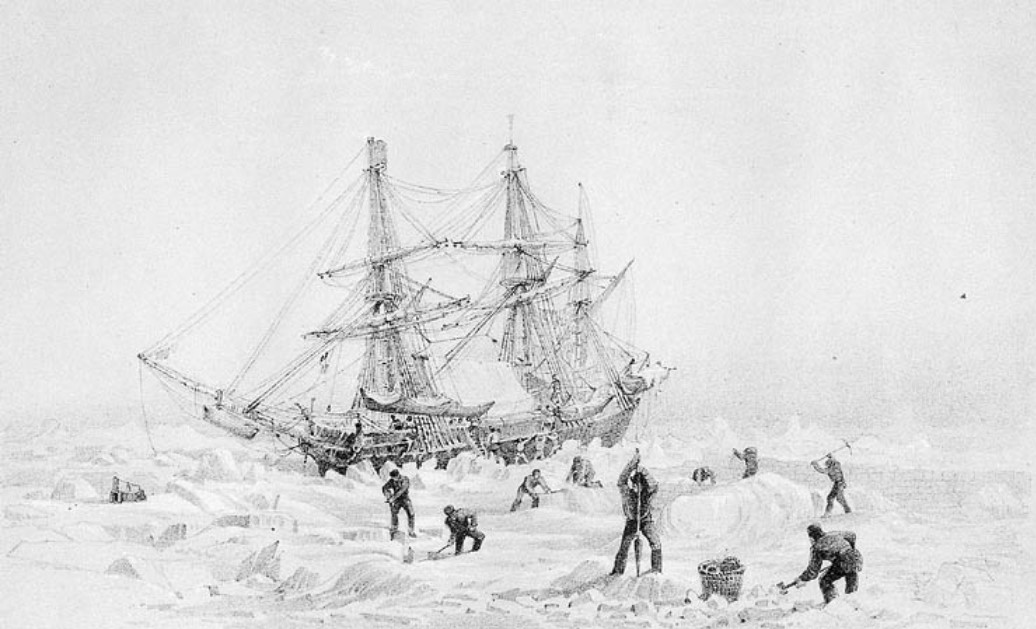
Vaixell HMS Terror en aigües de l'Àrtic

L'HMS Erebus, de 378 tones, i l'HMS Terror de 331 tones eren vaixells sòlidament construïts, equipats amb els últims avenços tècnics en nàutica. Els components de la màquina de vapor de l'Erebus van venir de Greenwich i Londres per ferrocarril i els del Terror, procedents més que probablement de Londres i Birmingham, també van arribar per ferrocarril. Aquests motors permetien als vaixells navegar pels seus propis mitjans a una velocitat de 4 nusos. Altres avenços tecnològics incloïen reforços fets amb bigues arquejades i plaques de ferro, i un dispositiu intern de calefacció per vapor. A més, les hèlixs portaven proteccions de ferro per evitar que es danyessin amb el gel. Cada vaixell portava una biblioteca amb més de 1.000 volums i provisions per a tres anys, tant conserves tradicionals com el sistema més modern de conservació en llaunes. Els aliments en llauna es van demanar a última hora i a baix preu a un proveïdor, Stephen Goldner, a qui se li va adjudicar el contracte l'1 d'abril de 1845, sols set setmanes abans que Franklin marxés. Goldner fabricà precipitadament 8.000 llaunes, que segons es va saber més tard havien estat soldades amb plom, contaminant-se els aliments.
La majoria dels membres de la tripulació eren anglesos, molts d'ells originaris del nord del país, als quals se sumava un petit nombre d'irlandesos i escocesos.
L'expedició va salpar de Greenhithe el matí del 19 de maig de 1845, amb una tripulació de 24 oficials al comandament de 110 homes. Els vaixells es van aturar breument al Port Stromness a les illes Orcades, al nord d'Escòcia, i d'allà van navegar fins a Groenlàndia junt al HMS Rattle i un vaixell de transport, el Barretto Junior.
A la badia Disko, a la costa oest de Groenlàndia, es van sacrificar els deu bous que portaven els vaixells de transport com a provisió de carn fresca. Els subministraments van ser transferits a l'Erebus i al Terror i els membres de la tripulació van escriure les seves últimes cartes a casa. Abans de la partida definitiva de l'expedició, cinc homes van ser donats de baixa i enviats a casa a bord del Rattle i el Barretto Junior, quedant en 129 els membres de l'expedició.
L'última vegada que va ser vista l'expedició va ser a principis d'agost de 1845, quan el capità Dannett del balener Prince of Wales i el Capità Robert Martin del balener Enterprise, van trobar l'Erebus i el Terror a la badia de Baffin a l'espera d'unes millors condicions meteorològiques per entrar a l'estret de Lancaster.
Durant els següents 150 anys altres expedicions, exploradors i científics han intentat reunir les peces del que va passar amb l'expedició a partir d'aquest moment. Els homes de Franklin van passar l'hivern de 1845-1846 a l'illa de Beechey, on tres membres de la tripulació van morir i van ser enterrats. L'Erebus i el Terror van quedar atrapats pel gel en les proximitats de l'illa del Rei Guillem el setembre de 1846 i pel que sembla mai van tornar a navegar lliurement. Segons una nota que Fitzjames i Crozier van deixar a l'illa, Franklin hauria mort l'11 de juny de 1847, i la seva tripulació va haver de passar els hiverns de 1846-1847 i 1847-1848 a l'illa del Rei Guillem. El 26 d'abril de 1848 els membres de l'expedició supervivents van iniciar la marxa a peu cap al riu Back que es troba en territori continental canadenc. Nou oficials i quinze homes ja havien mort, i la resta van anar morint pel camí, la majoria a l'illa i uns altres trenta o quaranta a la costa nord del continent, a centenars de quilòmetres de qualsevol lloc habitat per occidentals.

## Les expedicions de rescat

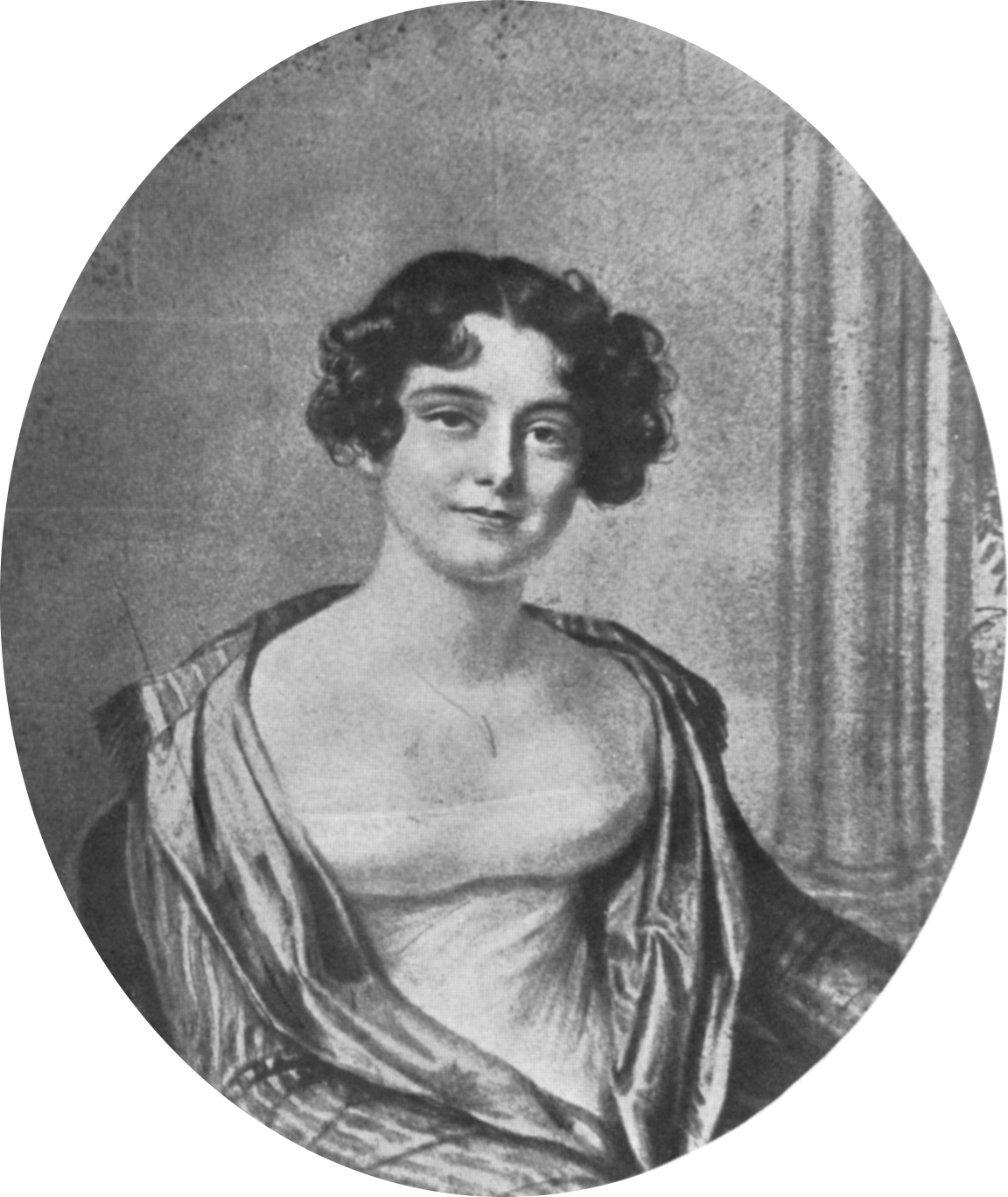
Lady Jane Franklin, la gran impulsora de la cerca de Franklin.

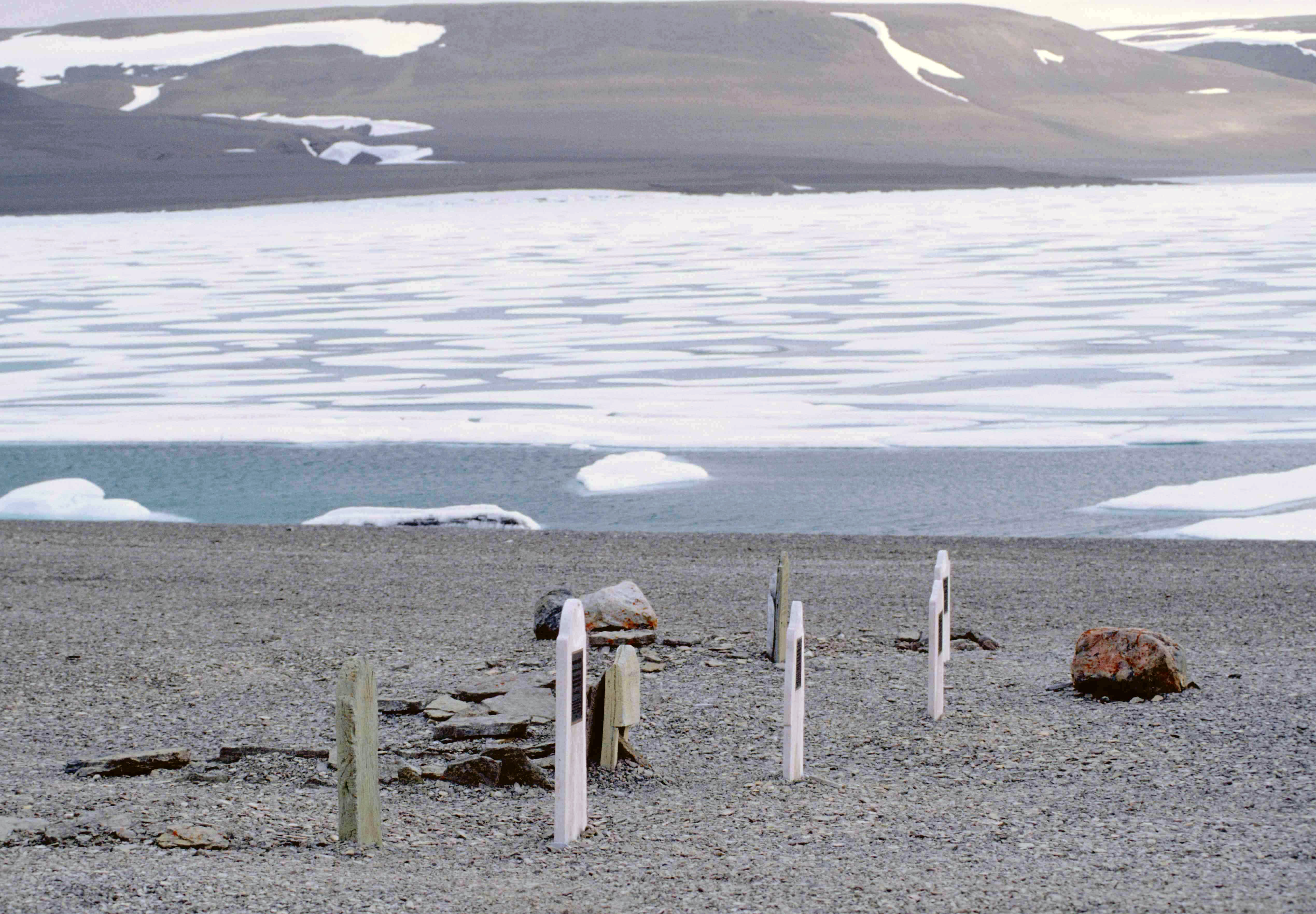
Tombes de tres dels membres de l'expedició de John Franklin a l'illa de Beechey.

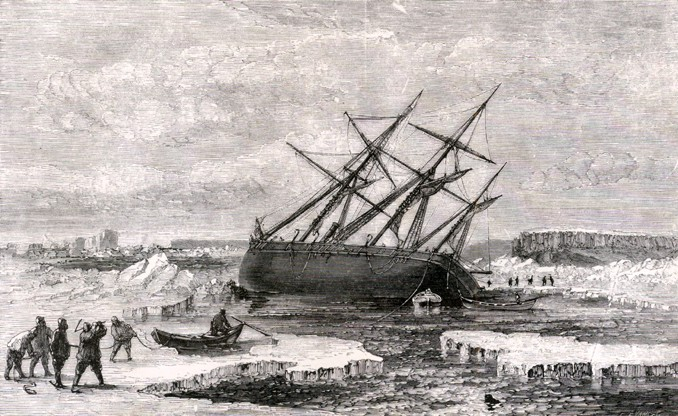
El Fox de l'expedició de McClintock en aigües àrtiques.

La desaparició de l'expedició de Franklin va motivar una activitat frenètica a l'Àrtida. Lady Franklin va pagar diverses expedicions de recerca, mentre que altres es van desplaçar a l'àrtic simplement perquè la recerca de Franklin havia captivat la imaginació popular. La situació va arribar al punt d'haver deu vaixells britànics i dos estatunidencs dirigint-se a l'Àrtic. Amb tot, el resultat no va ser molt positiu, ja que es van perdre moltes més vides en la recerca de Franklin que les que suposadament s'anaven a salvar, ja que tot i que el l'objectiu públic era trobar Franklin, moltes d'aquestes expedicions buscaven en realitat el pol Nord.
L'estiu de 1850, diversos dels vaixells que buscaven l'expedició de Franklin van trobar-se a l'illa de Beechey, al canal de Wellington, lloc on es van trobar els primers rastres de l'expedició desapareguda: les tombes de tres homes que havien mort per causes naturals el 1846. Però ni Franklin ni els seus homes havien deixat cap missatge que pogués orientar en la seva recerca.
El 1854 l'explorador John Rae va descobrir més evidències del destí de l'expedició de Franklin. En realitat Rae no estava buscant a Franklin, sinó que estava explorant la península de Boothia per a la Companyia de la Badia de Hudson. Durant el seu viatge, Rae va trobar un inuit que li va parlar d'un grup de 35 o 40 homes blancs que havien mort de fam prop de la desembocadura del riu Back. L'inuit li va mostrar diversos objectes que van ser identificats com a pertinences de Franklin i els seus homes, així com ganivets fets amb trossos d'acer dels vaixells abandonats per Franklin.
Lady Franklin va encarregar una darrera expedició sota el comandament de Francis Leopold McClintock amb l'objectiu d'investigar els informes de Rae. L'estiu de 1859 McClintock va trobar un document en una fita de pedres aixecat en la primera expedició de James Clark Ross uns anys abans a l'Illa del Rei Guillem. Aquest document havia estat escrit en dues dates diferents: la primera el maig de 1847, redactada pel tinent Gore, un oficial de l'expedició, es descrivia breument la ruta de l'expedició fins a aquest moment, la segona i posterior, del 25 d'abril de 1848, signada James Fitzjames i Francis Crozier, capitans del HMS Erebus i el HMS Terror respectivament, donava notícia de la tragèdia que estava passant a l'expedició, datant la mort de Franklin l'11 de juny de 1847 i proporcionant a més altres detalls, com que els vaixells havien quedat atrapats al gel des del 12 de setembre de 1846, i que fins a aquesta data 9 oficials i quinze homes havien mort i els supervivents havien abandonat els vaixells el 22 d'abril per dirigir-se al sud i intentar aconseguir el riu Back. McClintock també va trobar diversos cossos i una increïble quantitat d'equip abandonat.
| Anys    | Patrocinador                                  | Nacionalitat | Comandament                                                                   | Vaixells | Àrea de recerca                                             |
| ------- | --------------------------------------------- | ------------ | ----------------------------------------------------------------------------- | --- | ----------------------------------------------------------- |
| 1848–49 | Almirallat                                    | Regne Unit   | James Clark Ross (amb ell anaven Robert McClure i Francis Leopold McClintock) | HMS Investigator i HMS Enterprise | Estret de Lancaster, al canal de Wellington i al Peel Sound |
| 1848–51 | Companyia de la Badia de Hudson               | Regne Unit   | John Richardson i John Rae                                                    | --- | Reconeixement a peu de la costa àrtica canadenca            |
| 1848–51 |                                               |              |                                                                               | Plover i Herald | Estret de Bering                                            |
| 1850–54 | Almirallat                                    | Regne Unit   | Robert McClure                                                                | HMS Investigator | Estret de Bering                                            |
| 1850–55 | Almirallat                                    | Regne Unit   | Richard Collinson                                                             | HMS Enterprise | Estret de Bering                                            |
| 1850–51 | Almirallat                                    | Regne Unit   | William Penny                                                                 | Lady Franklin i HMS Sophia | Estret de Lancaster, al canal de Wellington                 |
| 1850–51 | Almirallat                                    | Regne Unit   | Horatio Thomas Austin                                                         | HMS Resolute i HMS Asistance i dos vapors (HMS Pioneer i HMS Intrepid)                                                                                    | Estret de Lancaster, al canal de Wellington                 |
| 1850–51 | Privada                                       | Regne Unit   | John Ross                                                                     | |                                                             |
| 1850    | Lady Franklin                                 | Regne Unit   | Charles Codrington Forsyth                                                    | Prince Albert |                                                             |
| 1850–51 | Henry Grinnell                                | Estats Units | Edwin J. De Haven                                                             | |                                                             |
| 1851–52 | Lady Franklin                                 | Regne Unit   | William Kennedy i Joseph René Bellot                                          | Prince Albert |                                                             |
| 1852–54 | Almirallat                                    | Regne Unit   | Sir Edward Belcher                                                            | HMS Assistance (Belcher) i HMS Resolute (Henry Kellett), i de suport els HMS Pioneer (Sherard Osborn) i HMS Intrepid (McClintock) i el carguer North Star | Canal de Wellington i estret de Barrow                      |
| 1852    | Lady Franklin                                 | Regne Unit   | Edward Augustus Inglefield                                                    | Isabel | Estret de Jones i Estret de Lancaster (illa de Beechey)     |
| 1853–55 | Henry Grinnell i George Peabody               | Estats Units | Elisha Kent Kane                                                              | Advance | Estret de Smith i Conca de Kane                             |
| 1853–54 | Companyia de la Badia de Hudson               |              | John Rae                                                                      | --- | Reconeixement a peu de la costa àrtica canadenca            |
| 1857–59 | Lady Franklin                                 | Regne Unit   | Francis Leopold McClintock                                                    | Fox |                                                             |
| 1864–69 | American Geographical and Statistical Society | Estats Units | Charles Francis Hall                                                          | Monticello | Roes Welcome Sound i illa del Rei Guillem                   |
| 1878–80 | American Geographical and Statistical Society | Estats Units | Frederick Schwatka                                                            | |                                                             |